# Альконтар
Альконтар (ісп. Alcóntar) — муніципалітет в Іспанії, у складі автономної спільноти Андалусія, у провінції Альмерія. Населення — 598 осіб (2010).
Муніципалітет розташований на відстані близько 360 км на південь від Мадрида, 55 км на північ від Альмерії.
На території муніципалітету розташовані такі населені пункти: (дані про населення за 2010 рік)
- Альконтар: 178 осіб
- Альдейре: 11 осіб
- Амаргілья: 30 осіб
- Лос-Бланкес: 3 особи
- Лос-Доменес: 13 осіб
- Ель-Іхате: 349 осіб
- Лос-Сантос: 10 осіб
- Піланкон: 4 особи

## Демографія
Динаміка населення (INE ):

## Галерея зображень

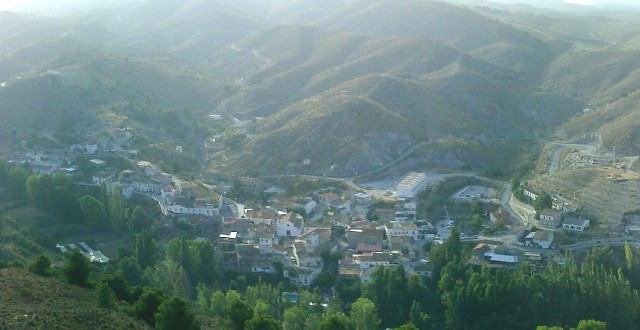
Альконтар